# Thomas Nuttall
Thomas Nuttall (Londen, 5 januari 1786 − St Helens, 10 september 1859) was een Engelse plant- en dierkundige die van 1808 tot 1841 in de Verenigde Staten woonde en werkte. Hij werd vooral bekend om zijn ontdekking van onbeschreven soorten planten en dieren in Noord-Amerika.

## Biografie
Nuttall werd geboren in het dorp Long Preston, in de buurt van Settle in North Yorkshire, en bracht enkele jaren door als leerling-drukker bij zijn oom in Liverpool. In 1807 verliet hij de drukkerij en in 1808 reisde hij via Liverpool naar de Amerikaanse stad Philadelphia. Daar ontmoette hij professor Benjamin Smith Barton, een bekende medicus en plantkundige.

## Eerste expeditie door Noord-Amerika
In 1810 reisde hij naar de Grote Meren en in 1811 was hij deelnemer aan een volgende expeditie in het stroomgebied van de Missouri en Mississippi. Aan het eind van deze tocht begon de Oorlog van 1812 tussen Engeland en de Verenigde Staten. Nuttall reisde via New Orleans naar Engeland, maar keerde in 1815 terug naar Philadelphia. In 1816 ondernam hij een expeditie door het stroomgebied van de Ohio en verder lopend door Kentucky, Tennessee en Noord- en Zuid-Carolina. In 1817 publiceerde hij een overzicht van de wilde planten van Noord-Amerika dat gerekend werd tot het allerbeste in dit genre uit die periode.

## Werkzaam aan de Harvard-universiteit en nog meer onderzoekreizen
In 1817 werd Nuttall verkozen tot lid van de American Philosophical Society. Van 1818 tot 1820 reisde hij langs de rivieren de Arkansas en Red River. Hij publiceerde hierover in 1819 zijn verslag. In 1823 werd hij gekozen tot lid (Associate Fellow) van de American Academy of Arts and Sciences. In 1822 werd hij universitair docent (lecturer) en conservator van de botanische tuinen van de Harvard-universiteit. Hij werd ook bekend als vogelkundige en publiceerde een overzicht (in twee delen) van de vogelsoorten van Noord-Amerika.
In 1834 nam hij ontslag bij de Harvard-universiteit en vertrok opnieuw naar het westen voor een expeditie, dit keer vergezeld door de natuuronderzoeker John Kirk Townsend. Ze reisden door Kansas, Wyoming en Utah en vervolgens langs de Snake River naar de rivier de Columbia. In december reisde hij over de Grote Oceaan naar de Hawaïaanse eilanden. Hij keerde terug naar Noord-Amerika in het voorjaar van 1835 en deed vervolgens biologisch onderzoek aan de westkust. In mei 1836 scheepte hij zich in voor een reis rond Zuid-Amerika, op weg naar de oostkust van Noord-Amerika, naar Boston.
Van 1836 tot 1841 werkte Nuttall aan de Academie voor Natuurwetenschappen in Philadelphia. 

## Terug in Engeland
Het overlijden van zijn oom in 1841 dwong Nuttall om terug te keren naar Engeland. Volgens het testament van zijn oom moest Nuttall negen maanden per jaar in Engeland blijven om de nalatenschap in eigendom te verwerven.
Van 1842 tot aan zijn dood in 1859 woonde Nuttall in Nutgrove Hall in St Helens in het graafschap Lancashire. Nutgrove Hall was in 1810 gebouwd door drukker Jonas Nuttal.

## Nalatenschap
Nuttall maakte geldige beschrijvingen van vier soorten vogels: dwerglijster (Catharus ustulatus), sparrenpiewie (Contopus cooperi), Forsters stern (Sterna forsteri) en de  zwartkruingors (Zonotrichia querula). Veel vaker zijn soorten planten en dieren naar hem vernoemd, zoals Nuttalls specht  (Dryobates nuttalli), een geslacht van teken (Nuttalliella), schelpen uit de familie Psammobiidae (Nutallia) en keverslakken (Nuttallina). Dit alles naast zijn plantkundige nalatenschap van door hem ontdekte Noord-Amerikaanse planten, struiken en bomen en naar hem vernoemde soorten.
- Bibsys: 4015495
- Bibliothèque nationale de France: cb12277924d (data)
- Author citation (botany): Nutt.
- CiNii: DA06479205
- Gemeinsame Normdatei: 117588016
- International Standard Name Identifier: 0000 0000 8118 186X
- Library of Congress Control Number: n79090202
- Nationale Bibliotheek van Israël: 987007272947805171
- Nederlandse Thesaurus van Auteursnamen: 068894937
- Istituto Centrale per il Catalogo Unico: TO0V434020
- SNAC: w62r3ppd
- Système universitaire de documentation: 067043410
- Museum of New Zealand Te Papa Tongarewa: 50686
- Virtual International Authority File: 39438156
- WorldCat: E39PBJkxMq8WQHq3GGPxvVQKBP